# Sombre (jeu de rôle)
Pour les articles homonymes, voir Sombre (homonymie).
Sombre est un jeu de rôle d'horreur français créé par Johan Scipion, et édité en 2011 par Terres Etranges. Son slogan est : « La peur comme au cinéma ». Une version de démonstration, Sombre Light, a été diffusée sur le site de l'éditeur au format PDF en 2008.

## Concept et système
Le concept du jeu est que les joueurs incarnent des victimes de films d'horreur. Typiquement, ils doivent survivre face à une situation d'horreur (survival horror), c'est-à-dire une situation provoquant le dégoût ou la peur. Le jeu s'adresse à un « meneur expérimenté et cinéphile, donc [qui connaît] bien le jeu de rôle et le cinéma d'horreur. »

« Une partie de Sombre est un film d'horreur dans lequel on joue des victimes. Ces gens ordinaires sont confrontés à des événements qui les mettent durement à l'épreuve. Je le répète car c'est essentiel : les PJ sont des victimes. Mais pas des moutons qu'on mène à l'abattoir. […] Les victimes horrifiques luttent âprement pour survivre et y parviennent parfois. Parfois seulement. »

— Johan Scipion, « Personnages », Sombre 1, p. 2

« La peur est l'émotion qu'on ressent lorsque l'on est menacé ou qu'on imagine qu'on l'est. Elle anticipe le danger. […] Attention, je ne prétend pas que mes joueurs ressentent la peur comme s'ils étaient réellement en danger. Sombre promet « la peur comme au cinéma », pas « la peur comme dans la vraie vie. » […]
Aussi réaliste soit-il, le film d'horreur est une fiction. Si comme moi, vous avez déjà eu peur dans la vie et peur au cinéma, vous saisissez bien la nuance. Heureusement qu'elle existe d'ailleurs. […] Les films d'horreur sont divertissants parce qu'ils proposent des expériences émotionnelles à la fois impliquantes (j'ai peur) et distanciées (c'est pour de faux) donc au final confortables. De la bonne peur en somme »

— Johan Scipion, « Peur », Sombre 2, p. 27
Le système est donc conçu pour faire ressentir la peur, le terme « système » est ici à prendre au sens du principe de Baker-Care :
- avant la partie[2] : le meneur de jeu est invité à bien cadrer le style de jeu afin que chacun ait bien conscience qu'il ne joue pas un héros ;
- création des personnages[3] : comme la mortalité est importante, la création des personnages est rapide ; pour autant, le joueur doit s'impliquer, via le concept du personnage (âge, métier…) et le choix de deux traits (un avantage et un désavantage) ainsi que d'une personnalité, afin de s'attacher à son personnage (condition nécessaire pour ressentir la peur) ;
- le système de résolution est simple et rapide, afin de ne pas casser le rythme ;
- les combats sont mortels ;
- le cadre est de préférence un cadre banal, proche du quotidien, afin d'éviter une trop grande distanciation ; les personnages sont des quidams, pas des héros ;
- les scénarios sont en général conçus en deux parties :
  - une première partie de mise en ambiance, qui laisse éventuellement libre cours à de l'interprétation de rôle, à la construction de relation entre les personnages joueurs (drama), et qui mettent place la pénurie (de moyens, d'arme, de nourriture…) et l'attrition (les personnages joueurs déclinent du point de vue physique et psychologique),
  - une deuxième partie où tout s'accélère et mène vers la confrontation finale ;
- le matériel de jeu : le jeu se joue sans écran de jeu, les divers éléments sont sous la forme de carte au format carte à jouer — plans, fiche d'antagonistes, et même feuilles de personnage à Sombre Zéro ;
- pour chaque scénario, de nombreux conseils sont donnés, reprenant des situations qui se sont produites lors des parties de test.

### Développement
Le développement de Sombre a débuté au début des années 2000. Frustré depuis longtemps de ne pas arriver à utiliser efficacement les règles et l'univers de Kult pour faire jouer des scénarios d'horreur, Johan Scipion décide de développer son propre jeu.
Dès 2008, il met en ligne les kits de démonstration Sombre Light successifs, élaguant au fur et à mesure les éléments qu'il juge inutiles, comme les compétences, pour arriver à un système simple et vraiment spécifique à l'émulation du cinéma d'horreur.
En 2011, il débute la publication du jeu sous la forme d'une revue annuelle de 72 pages au format A5. Cette approche éditoriale vise à protéger sa création dans l'attente de la publication un jour d'un livre de base pour le jeu.

## Règles
Sombre se décline sous plusieurs systèmes selon les objectifs de jeu.

### Sombre classic
Le système par défaut du jeu est surnommé Sombre Classic. Il a été publié dans le premier numéro de la revue, et inclut les règles de base (Sombre Light), également disponibles gratuitement en ligne, ainsi que les règles de personnalité, d'avantages et de désavantages.
Chaque personnage est défini par son nom, sa profession, et sa personnalité. Ces éléments sont généralement accompagnés de traits (un avantage et un désavantage). Le personnage dispose de deux jauges numériques sur 12 points, dont la valeur décroit au fil des blessures et des séquelles psychologiques. Les jets de dés sont effectués avec un dé à 20 faces. Pour être un succès, le résultat du dé doit être inférieur ou égal au niveau de la jauge.

#### Personnalités
Les fiches de personnalités sont un élément particulièrement original de Sombre classic. Elles sont décrites en trois phases, qui représentent l'usure progressive de l'esprit du personnage. Si chaque personnage-joueur jouit au départ d'une personnalité relativement équilibrée et coopérative, le groupe devient progressivement de plus en plus dysfonctionnel à mesure que les personnalités évoluent vers le pire.

### Sombre Zéro
Ce système allégé est présenté dans le deuxième numéro de la revue Sombre. Il permet de jouer des scénarios et démonstrations au format « flash », d'une durée réduite : les scénarios officiels publiés pour ce système durent une quinzaine de minutes. De plus, le matériel de jeu est conçu pour être utilisé sur des surfaces réduites (table de bar ou de démonstration).
Les jets s'effectuent avec un dé à 6 faces sous une difficulté unique (de 3 pour les personnages humains, à 4 voire 5 pour les antagonistes). Les personnages disposent parfois de traits, mais jamais de personnalités.

### Sombre Max
Sombre Max est une variante en cours de développement, qui permet de simuler des films d'action horrifiques (tels que Predator ou Aliens). Il est en cours de test et paraîtra dans un futur numéro de la revue.

## Univers
Sombre n'a pas d'univers dédié. Il permet de simuler des histoires horrifiques dans des univers aussi bien fantastiques que réalistes. Le jeu est toutefois utilisé par différents auteurs pour leurs productions rôlistes.
- Millevaux est un univers post-apocalyptique forestier et lovecraftien publié par Thomas Munier. Sous l'influence de Shub-Niggurath, l'Europe est recouverte d'une forêt malsaine dans laquelle quelques humains affligés d'amnésie tentent de survivre[7]. Cet univers a donné naissance au jeu Inflorenza[8].
- Extinction est un univers post-apocalyptique lovecraftien décrit par Johan Scipion dans le deuxième numéro de la revue Sombre[9]. Après le réveil de Cthulhu, les derniers humains sont peu à peu massacrés par les Profonds.
- Cthulhu DDR est un supplément gratuit développé par Thierry Salaün. Il présente le mythe de Cthulhu dans le contexte de l'Allemagne de l'Est des années 1960.
- Vertical est un jeu cyberpunk écrit par Quentin Bachelet et Batronoban, publié en 2016[10]. Il inclut un générateur aléatoire d'aventures.
- Medieval zombie est un univers apocalyptique à paraître, écrit par Batronoban.

## Publications
Sombre est publié sous la forme d'une revue au format A5.
- [Sombre 1] Johan Scipion, Sombre, Terres Etranges (no 1), mai 2011, 44 p. (ISBN 978-2-9552-9200-6, ISSN 2118-1411)
  - règles du jeu Sombre Classic (p.2–18),
  - scénario House of the Rising Dead (p.19–44) ;
- [Sombre 2] Johan Scipion, Sombre, Terres Etranges (no 2), septembre 2012, 64 p. (ISBN 978-2-9552-9201-3, ISSN 2118-1411)
  - scénario Ubiquité (p. 2–23),
  - article Peur (p. 23–29),
  - article Briefing (p. 29–46),
  - règles Sombre Zéro (p.46–48),
  - scénario Overlord (p.49–54),
  - cadre de jeu Extinction (p. 54–64) ;
- [Sombre 3] Johan Scipion, Sombre, Terres Etranges (no 3), octobre 2013, 64 p. (ISBN 978-2-9552-9202-0, ISSN 2118-1411)
  - scénario Deep Space Gore (p. 2–17),
  - article Traits (p. 18–64) : nouvelle définition des traits ;
- [Sombre 4] Johan Scipion, Sombre, Terres Etranges (no 4), mars 2015, 64 p. (ISSN 2118-1411)
  - scénario White trash (p. 2–19),
  - article Casting (p.20–43) sur la création de personnages en groupe,
  - article Making-of House (p. 44–64), sur la manière dont le scénario House of the Rising Dead a été conçu ;
- [Sombre 5] Johan Scipion, Sombre, Terres Etranges (no 5), novembre 2015, 64 p. (ISBN 978-2-9552-9204-4, ISSN 2118-1411)
  - scénario Toy scary (p. 2–16),
  - article Quickshots (p. 16–51) sur les parties improvisées, avec définition du cadre par le groupe,
  - article La Guerre des vers, exemple d'une partie improvisée,
  - cadre de jeu Paradise Lake (p. 67–68).
- [Sombre 6] Johan Scipion, Sombre, Terres Etranges (no 6), novembre 2016 (ISSN 2118-1411)
  - règles du jeu Sombre zéro,
  - article : Mener Zéro,
  - scénario : Camlann
  - scénario : Les Grimmies,
  - aides de jeu ;
- [Sombre 7] Johan Scipion, Sombre, Terres Etranges (no 7), mars 2017, 72 p. (ISBN 978-2-9552-9207-5, ISSN 2118-1411)
  - article : Drama dark
  - scénario : La nuit sans été
  - aides de jeu
- [Sombre 8] Johan Scipion, Sombre, Terres Etranges (no 8), avril 2018, 72 p. (ISBN 978-2-9552-9209-9, ISSN 2118-1411)
  - cadre de jeu Indian Lake
  - feedback : The Y girl from the deep
  - scénario : A man after midnight
  - scénario : Not another slasher movie
  - aides de jeu

- [Sombre 9] Johan Scipion, Sombre, Terres Etranges (no 9), janvier 2019, 72 p. (ISSN 2118-1411)
  - règles : Sombre max
  - article : Mener Max
  - feedback : That 70s Cop Show
  - scénario : L'appel du bayou
  - aides de jeu
- [Sombre 10] Johan Scipion, Sombre, Terres Etranges (no 10), octobre 2020, 72 p. (ISSN 2118-1411)
  - setting : US4SQ
  - scénario : Ouijalloween
  - variante : Minimax
  - feedback Minimax : Darker Things 1
  - aides de jeu
- [Sombre 11] Johan Scipion, Sombre, Terres Etranges (no 11), novembre 2021 (ISSN 2118-1411)
  - setting : Hôtel Croix
  - scénario : Bleed
  - article : Safety first
  - aides de jeu

- [Sombre HS1] Johan Scipion, 11 récits par l'auteur de Sombre, Terres Etranges (no HS1), novembre 2016 (ISSN 2118-1411)
  - Le Suaire,
  - Boy Meat Girl,
  - Sweet Dreams,
  - Les Mille Visages,
  - Le Terrier,
  - Les Âmes captives,
  - Œdipe superstar,
  - N’a-qu’un-œil,
  - Patient zéro,
  - Sweet Dreams,
  - BLAM !.

- [Sombre HS2] Johan Scipion, Mini Deck Casting Minute, Terres Etranges (no HS2), septembre 2017, 72 p. (ISBN 978-2-9552-9208-2, ISSN 2118-1411)
  - article : Casting minute
  - article : Mini deck
  - comptes rendus
  - article : Overlord
  - fiction : House of the rising dead
  - aides de jeu

- [Sombre HS3] Johan Scipion, Indian Lake récit de campagne, Terres Etranges (no HS3), octobre 2018, 72 p. (ISSN 2118-1411)
  - The man who shot the sixties, récit de campagne
- [Sombre HS4] Johan Scipion, 2 scénarios pour sombre max, Terres Etranges (no HS4), septembre 2019, 72 p. (ISSN 2118-1411)
  - scénario : The Darkly Dozen
  - scénario : 3X3
  - feedback : Sable Noir
  - fiction : Les âmes captives
  - aides de jeu
- [Sombre HS5] Johan Scipion, Docteur Frankenstein je présume?, Terres Etranges (no HS5), juin 2020, 72 p. (ISSN 2118-1411)
  - setting, scénario : Aliiive
  - feedback Zéro : Relive and let die 1
  - article : Tu prends Kult et tu adaptes
  - aides de jeu
- [Sombre HS6] Johan Scipion, The Darkly Dozen 2, Comptes rendus, Frankenstein, Terres Etranges (no HS6), juin 2020, 72 p. (ISSN 2118-1411)
  - feedback Zéro : Relive and let die 2
  - feedback Zéro : Car crash
  - feedback classic : Tuer les morts
  - feedback Max : Fail better
  - extension Max : The Darkly Dozen 2
  - aides de jeu
- [Sombre HS7] Johan Scipion, Comptes rendus, Minimax Dozen 2, Terres Etranges (no HS7), octobre 2020, 72 p. (ISSN 2118-1411)
  - feedback Zéro: Ouijalloween
  - feedback Zéro: Dans ta cule
  - feedback Minimax: Darker Things 2
  - Extension Max: The Darkly Dozen 3
  - aides de jeu
- [Sombre HS8] Johan Scipion, Série Z, Nanars, Carte drama, Terres Etranges (no HS8), janvier 2021, 72 p. (ISSN 2118-1411)
  - article : Bad Guys, Inc.
  - article : Amour, Gore et Beauté
  - feedback zéro : Planète Nawak 1
  - aides de jeu
- [Sombre HS9] Johan Scipion, Dozen 4, Adapter Lovecraft, Terres Etranges (no HS9), janvier 2021, 72 p. (ISSN 2118-1411)
  - article : Hatecraft
  - feedback Zéro : Planète Nawak 2
  - extension : The Darkly Dozen 4
  - aides de jeu
- [Sombre HS10] Johan Scipion, PJ Dozen Accessoires, Terres Etranges (no HS10), novembre 2021, 72 p. (ISSN 2118-1411)
  - feedback : Video nasties
  - article : Talking heads
  - extension : The Darkly Dozen
  - aides de jeu

## Accueil du jeu
- Sombre a été élu « jeu du mois » par le Guide du Rôliste Galactique en juillet 2015[11], puis a reçu le Grog d'Or 2016[12],[13].
- De nombreux commentateurs ont relevé l'approche de test intensif des règles et scénarios publiés dans Sombre[14].
- Romaric Briand, dans les micros de la Cellule, considère que Sombre est incomplet en tant que jeu, formant plutôt un système de résolution générique et minimaliste, et que l'essentiel du jeu est apporté spécifiquement à chaque scénario par des techniques du meneurs de jeu, ou en premier lieu par son auteur Johan Scipion, qui donne de nombreux conseils pour chacun des scénarios fournis avec le jeu, tant et si bien qu'il en arrive à considérer chaque scénario comme un jeu, plus que Sombre lui même[15].

« Sombre m'a appris à écrire des scénarios. […]
Ça c'est mon expérience de Sombre. Quand j'ai rencontré Johan Scipion il y a quelques années, il m'a vraiment mis une claque dans la gueule. Je pensais connaître le jeu de rôle […] quand on voit le travail qu'il fait, quand on se plonge dans son travail et dans ses explications, ça m'a parlé. »

— Xavier de Canteloube, Sortir du paradigme du scénario et replacer les personnages au cœur de l'action

« [À propos de Making-of House] Cette “Master Class” est exceptionnelle. Si, un jour, il y a des écoles qui apprennent à écrire du jeu de rôle, il faudra la mettre au programme car tout y est, de l'intention initiale aux ajustements post-tests en passant par des réponses plus générales du type “l'horreur et l'enquête font-elles bon ménage ?” »

— Tristan Lhomme, Sombre no 4